# 25ste Oscaruitreiking
De 25ste Oscaruitreiking, waarbij prijzen worden uitgereikt aan de beste prestaties in films in 1952, vond plaats op 19 maart 1953 in het Pantages Theatre in Hollywood, Californië. De ceremonie werd gepresenteerd door Bob Hope en Conrad Nagel. Het was de eerste keer dat de Oscaruitreiking op televisie werd uitgezonden.
De grote winnaar van de 25ste Oscaruitreiking was High Noon, met in totaal 7 nominaties en 4 Oscars.

## Winnaars

### Films
| Categorie          | Winnaar                    | Regie            |
| ------------------ | -------------------------- | ---------------- |
| Beste Film         | The Greatest Show on Earth | Cecil B. DeMille |
| Beste Documentaire | The Sea Around Us          | Irwin Allen      |

### Acteurs
| Categorie                  | Winnaar        | Film                       |
| -------------------------- | -------------- | -------------------------- |
| Beste Mannelijke Hoofdrol  | Gary Cooper    | High Noon                  |
| Beste Vrouwelijke Hoofdrol | Shirley Booth  | Come Back, Little Sheba    |
| Beste Mannelijke Bijrol    | Anthony Quinn  | Viva Zapata!               |
| Beste Vrouwelijke Bijrol   | Gloria Grahame | The Greatest Show on Earth |

### Regie
| Categorie       | Winnaar   | Film          |
| --------------- | --------- | ------------- |
| Beste Regisseur | John Ford | The Quiet Man |

### Scenario
| Categorie                | Winnaar        | Film                      |
| ------------------------ | -------------- | ------------------------- |
| Beste Origineel Scenario | T.E.B. Clarke  | The Lavender Hill Mob     |
| Beste Bewerkt Scenario   | Charles Schnee | The Bad and the Beautiful |

### Speciale prijzen
| Categorie                         | Winnaar                                                                               |  |
| --------------------------------- | ------------------------------------------------------------------------------------- |  |
| Honorary Award                    | Bob Hope, Harold Lloyd, Merian C. Cooper, George Alfred Mitchell en Joseph M. Schenck |  |
| Irving G. Thalberg Memorial Award | Cecil B. DeMille                                                                      |  |